# Gagnon
Gagnon – dawne miasto w Kanadzie (Quebec), we wschodniej części półwyspu Labrador.
Na początku lat 1980 miasto liczyło ok. 4 000 mieszkańców, jednak całkowicie opustoszało w wyniku zamknięcia pobliskich kopalni żelaza.